# Gornești (gmina)
Gornești – gmina w Rumunii, w okręgu Marusza. Obejmuje miejscowości Gornești, Iara de Mureș, Ilioara, Mura Mare, Mura Mică, Pădureni, Periș, Petrilaca de Mureș i Teleac. W 2011 roku liczyła 5577 mieszkańców.